# Frontera entre Irak y Siria
La frontera iraquí-siria corre por un total de 599 km a través de la Mesopotamia superior y el desierto sirio. Se definió en el tratado anglo-Iraquí (1922), trazada a través de lo que se había designado como zona A en el Acuerdo Sykes-Picot de 1916. Fue la frontera entre la República Siria y el Reino de Irak hasta 1958, y desde 1961 es la frontera entre la República Árabe Siria y la República de Irak.
La frontera pasa a través de la Mesopotamia superior, comenzando en el trifinio iraquí-sirio-turco en el río Tigris en 37.1060° N 42.3572° E. La frontera sigue más o menos el antiguo límite entre los vilayatos otomanos de Mosul y Diyarbekir.
El cruce de la frontera de Rabia se encuentra en la carretera Al-Shaddadah-Mosul.
La frontera cruza el Éufrates justo al norte del cruce fronterizo de Al-Qa'im entre Abu Kamal en Siria y Al-Kaim en Irak.
Desde el Éufrates, la frontera cruza la parte del desierto sirio (el antiguo sanjacado de Zor) hasta el punto triple Irak-Siria-Jordania en 33.3747° N 38.7936° E. El cruce de la frontera entre Al Waleed en Irak y Al-Tanf en Siria está a una corta distancia al noreste del trifinio, y hay campamentos de refugiados palestinos en ambos lados, el campo Al-Waleed y el campo Al Tanf.
En las guerras en curso en Siria e Irak, gran parte de la frontera quedó bajo el control del Estado Islámico de Irak y el Levante (ISIL) en 2014, aunque su parte más al norte permanece bajo control kurdo, formando la frontera entre Rojava y el Kurdistán iraquí. El cruce de la frontera de Semalka es un puente de pontones que cruza el Tigris establecido por el Gobierno Regional del Kurdistán durante la guerra civil siria, a aproximadamente 1 km río abajo del punto de Irak-Siria-Turquía y justo al norte de Faysh Khabur en Irak.